# Anja Scheytt
Anja Christina Scheytt (* 5. Dezember 1980 in Mannheim) ist eine deutsche Eishockeyspielerin. Für die deutsche Frauen-Nationalmannschaft hat sie im Laufe ihrer Karriere 226 Länderspiele bestritten, in denen sie 30 Tore erzielte und weitere 31 vorbereitete. Sie gewann insgesamt sechs Mal deutschen Meistertitel und spielte bei den Olympischen Winterspielen 2002 in Salt Lake City und 2006 in Turin für Deutschland. Zwischen 2002 und 2013 war sie für den OSC Berlin-Schöneberg aktiv, nachdem sie zuvor für den Mannheimer ERC gespielt hatte.
Mindestens zwischen 2002 und 2006 gehörte Scheytt der Sportfördergruppe der Bundeswehr an, zuletzt im Rang einer Obergefreiten.
In der Saison 2011/12 lief sie in einem Spiel für den OSC als Torhüterin auf.
In der Saison 2015/16 kehrte sie noch einmal aufs Eis zurück und absolvierte einige Partien für den EC Bergkamen in der Bundesliga und dem DEB-Pokal.
Neben ihrer Karriere als Eishockeyspielerin war sie auch als Inline-Skaterhockey-Spielerin aktiv und absolvierte Länderspiele für die deutsche Inlinehockey- und Streethockey-Nationalmannschaft. Mindestens ab 2004 spielte sie auch auf Vereinsebene Skaterhockey, zwischen 2011 und 2017 für die Spreewölfe Berlin in der 1. Damen Bundesliga. Anja Scheytt war zudem Geschäftsführerin der Sportläden Spirit of Hockey in Berlin und arbeitet heute bei Alpha Sports.

## Erfolge und Auszeichnungen
| - 1993 Deutscher Vizemeister mit dem Mannheimer ERC - 1994 Deutscher Vizemeister mit dem Mannheimer ERC - 1998 Deutscher Vizemeister mit dem Mannheimer ERC - 1999 Deutscher Meister mit dem Mannheimer ERC - 2000 Deutscher Meister mit dem Mannheimer ERC - 2003 Deutscher Vizemeister mit dem OSC Berlin - 2004 Deutscher Vizemeister mit dem OSC Berlin - 2006 Deutscher Meister mit dem OSC Berlin | - 2007 Deutscher Meister mit dem OSC Berlin - 2008 Gewinn des DEB-Pokals mit dem OSC Berlin - 2008 Deutscher Vizemeister mit dem OSC Berlin - 2009 Gewinn des DEB-Pokals mit dem OSC Berlin - 2009 Deutscher Meister mit dem OSC Berlin - 2010 Deutscher Meister mit dem OSC Berlin - 2009 Gewinn des DEB-Pokals mit dem OSC Berlin - 2011 Deutscher Vizemeister mit dem OSC Berlin |

## Karrierestatistik
(Legende zur Spielerstatistik: Sp oder GP = absolvierte Spiele; T oder G = erzielte Tore; V oder A = erzielte Assists; Pkt oder Pts = erzielte Scorerpunkte; SM oder PIM = erhaltene Strafminuten; +/− = Plus/Minus-Bilanz; PP = erzielte Überzahltore; SH = erzielte Unterzahltore; GW = erzielte Siegtore; 1 Play-downs/Relegation; Kursiv: Statistik nicht vollständig)